# فيتورينو كيمارايس
فيتورينو كيمارايس (بالبرتغالية: Vitorino Máximo de Carvalho Guimarães‏) هو اقتصادي ووزير وسياسي برتغالي، ولد في 13 نوفمبر 1876 في بينفايل في البرتغال، وتوفي في 18 أكتوبر 1957 في إستادو نوفو في البرتغال. نشط حزبياً في Democratic Party (Portugal) ‏.